# Eugenie Jacobi
Eugenie Jacobi (* 8. Februar 1852 in Königsberg; † im 20. Jahrhundert) war eine deutsche Schriftstellerin, die auch unter dem Pseudonym E. Horsten publizierte.

## Leben
Über ihr Leben, das sie in Königsberg verbrachte, ist nichts bekannt. Sie befasste sich als Schriftstellerin mit Themen aus der Pädagogik und der Geschichtswissenschaft sowie mit Frauenfragen. Sie übersetzte Werke aus der englischen und französischen Sprache. Viele ihrer Essays sind nur in Fachzeitschriften erschienen und nicht in Büchern publiziert worden.

## Werke (Auswahl)
- Der Völkermord. Schupp, Neuwied/Leipzig 1893. (Digitalisat)
- Kutte und Purpur. Schupp, Leipzig 1894.
- Patentiertes Betrügen. Ein Sittlichkeitsverbrechen. Der Fluch der Arbeit. 3 Essays. Schupp, Neuwied 1894.
- Freiheitsgedanken. Schupp, Leipzig 1895.

## Zeitschriftenbeiträge (Auswahl)
- Spielfreiheit. In: Pädagogische Reform. 25. Jg. (1901) Nr. 33. (Digitalisat)
- Eine pädagogische Gefahr. In: Beilage Nr. 12 zur Padagogischen Reform 1902. (Digitalisat)
- Wort und That der Erziehung. In: Pädagogische Reform. 20. Jg. (1896) Nr. 31. (Digitalisat)
- Stiefhandkurse. In: Die Lehrerin in Schule und Haus. Jg. 25 (1908/1909). (Digitalisat)
- Taubstummblindenunterricht. In: Die Lehrerin. Organ des Allgemeinen Deutschen Lehrerinnenvereins. Jg. 28 (1911/1912). (Digitalisat)
- Märchenwahn. In: Allgemeine deutsche Lehrerzeitung. Jg. 61 (1909), Nr. 51, S. 625.
- Berlins städtische Schule für schwachsinnige Kinder. In: Die Lehrerin in Schule und Haus. Jg. 24 (1907/1908), S. 279. (Digitalisat)

## Übersetzungen
- Der Luxus. Von Emile de Laveleye. Aus dem Französischen übersetzt von Eugenie Jacobi. Schupp, Neuwied 1893.
- Märchen aus Irlands Gauen. Gesammelt von William Butler Yeats. Aus dem Englischen übersetzt von Eugenie Jacobi. Schupp, Neuwied/Leipzig, 1894.
- Die Frauenfrage und der gesunde Menschenverstand. Von Thomas Wentworth Higginson. Autorisierte deutsche Übersetzung von Eugenie Jacobi. Schupp, Leipzig 1895.
- Essays. Von Thomas Henry Buckle. Aus dem Englischen übersetzt von Eugenie Jacobi. Schupp, Leipzig/München 1896.